# John Saint-Helier Lander
John Saint-Helier Lander (Saint Helier, 19 ottobre 1868 – Witley, 12 febbraio 1944) è stato un pittore inglese.
Originario dell'Isola di Jersey, fu un ritrattista e un paesaggista di talento.

## Biografia
John Helier Lander aggiunse la parola "Saint" al suo cognome per specificare chiaramente il suo luogo di nascita: Saint Helier. Sin da piccolo manifestò una particolare inclinazione per il disegno e la pittura, ma suo padre, che era calzolaio, si oppose a che John seguisse la via dell'arte e lo mise da un orologiaio come apprendista. John però continuò a dipingere di nascosto e mostrò in giro i suoi primi lavori ad olio su tela. Entrò così in contatto con l'attrice Lillie Langtry, sua conterranea, che gli regalò la sua prima scatola di colori.

Quando suo padre si rese conto che la gente parlava di suo figlio con ammirazione per il suo talento artistico e perdipiù egli veniva pagato per i suoi lavori, cessò di opporsi alla sua attività creativa di artista. Poco tempo dopo John Lander incontrò il pittore John Everett Millais, anche lui nativo di Jersey, che gli consigliò di seguire dei corsi di formazione artistica presso le celebri accademie d'arte inglesi e francesi. Così John trascorse un anno alla scuola di Calderon a Hampstead, per poi recarsi a Parigi per seguire i corsi di William-Adolphe Bouguereau e di Tony Robert-Fleury all'Académie Julian. Concluse i suoi studi alla Royal Academy of Arts di Londra.
John Saint-Helier Lander ritornò quindi sull'Isola di Jersey e aprì un atelier, nel quale iniziò a dare lezioni private di pittura e andò anche sulla vicina isola di Guernesey. Iniziò anche un lavoro ambizioso: il ritratto di un gruppo di muratori di Jersey durante la seduta solenne delle Assise d'Heritage, che terminò dopo ben quattro anni. Dipinse anche scene di vita quotidiana a Jersey, così come numerosi ritratti degli abitanti delle isole anglo-normanne, fra i quali quello del suo conterraneo artista caricaturista e illustratore Edmond Blampied.
Lander fu fortemente incoraggiato dal Governatore di Jersey, che era all'epoca il generale Henry Richard Abadie. Quando il generale lasciò Jersey nel 1904 John Saint-Helier Lander lo seguì a Londra, dove Abadie lo presentò ai suoi amici e conoscenti della società britannica. Costoro divennero allora dei visitatori regolari 
del suo atelier di pittura. In questo modo egli fece la conoscenza di tutti i principali generali britannici del periodo che precedette la prima guerra mondiale.
Nel 1923 ricevette una medaglia d'argento al Salon di parigi e dipinse il suo primo ritratto della famiglia reale, ritraendo il Principe del Galles. John Saint-Helier Lander scelse di ritrarre il principe in tenuta sportiva da polo. La tela ebbe grande successo e ricevette una medaglia al Salon di Parigi. Il re e la regina ordinarono che il quadro fosse inviato al Buckingham Palace e la regina volle un ritratto del duca di Kent in tenuta da giocatore di tennis. In seguito Lander fece dei ritratti alla famiglia reale, Giorgio V, Giorgio VI, la regina Elisabetta II, sua figlia e altri principi.
John Saint-Helier Lander ebbe due figli e una figlia. Morì a 76 anni nella sua casa di Witley nel Surrey durante la seconda guerra mondiale.

## Opere
Ritratti di personaggi importanti:
- British Royal Family
- Edoardo VIII Principe del Galles, futuro Re Edoardo VIII
- Principe George, Duca di Kent
- Giorgio V
- Giorgio VI (in collaborazione)
- Henry Lascelles, VI conte di Harewood
- Gordon Hewart, I Visconte Hewart
- Henry James, I Barone James of Hereford
- Ada Elizabeth Levett

## Galleria d'immagini

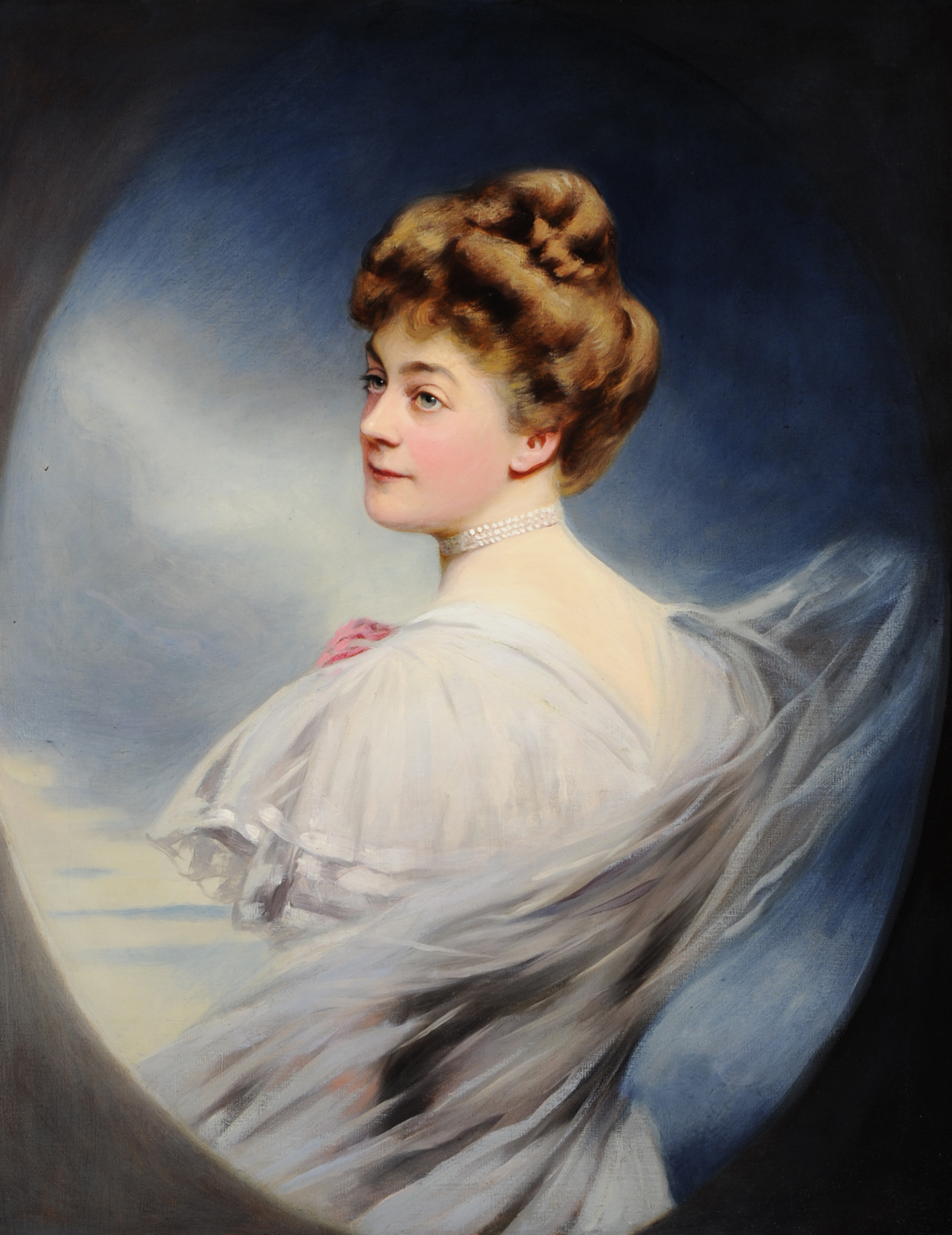
Alice de La Chere
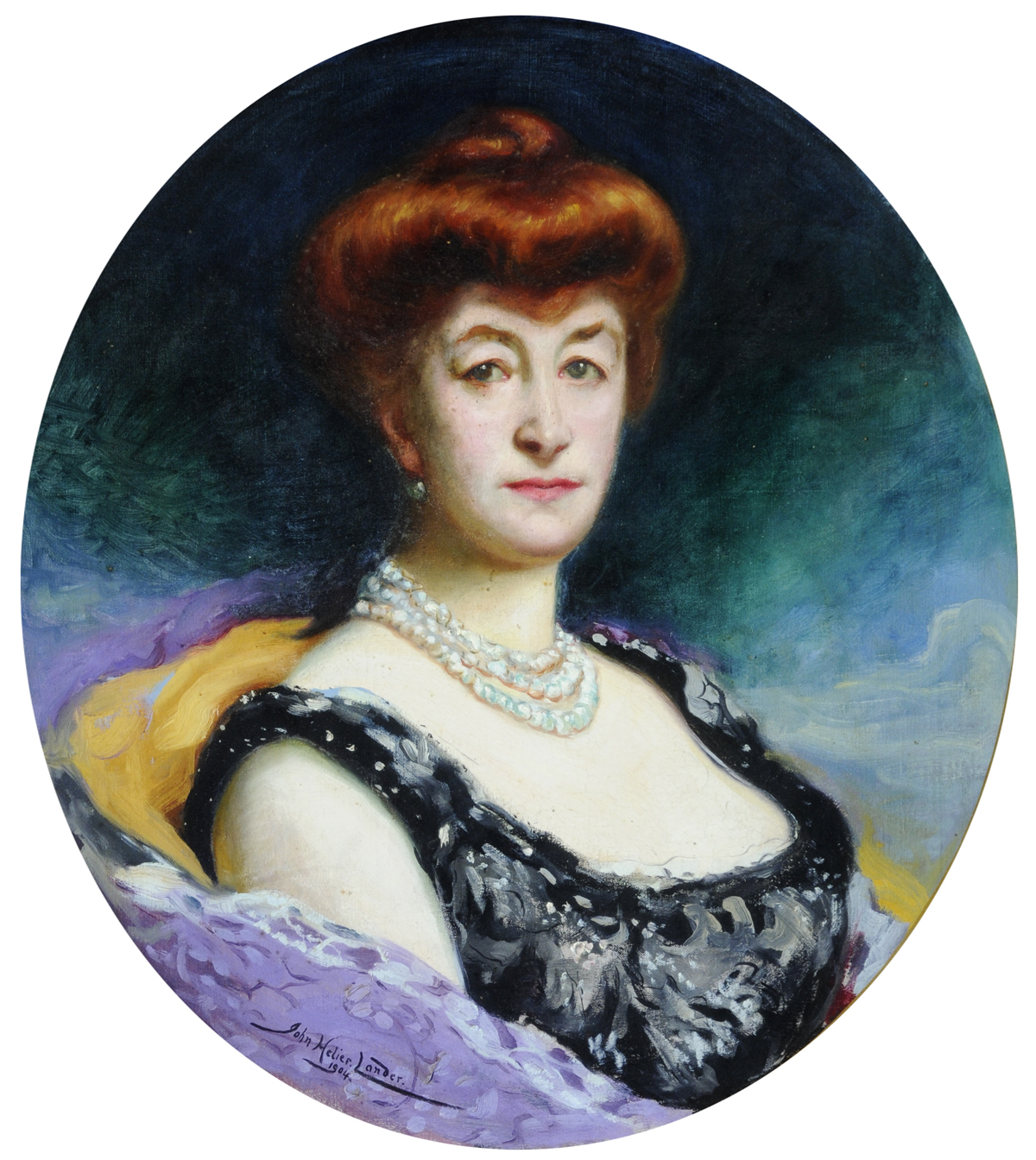
Lady Otway
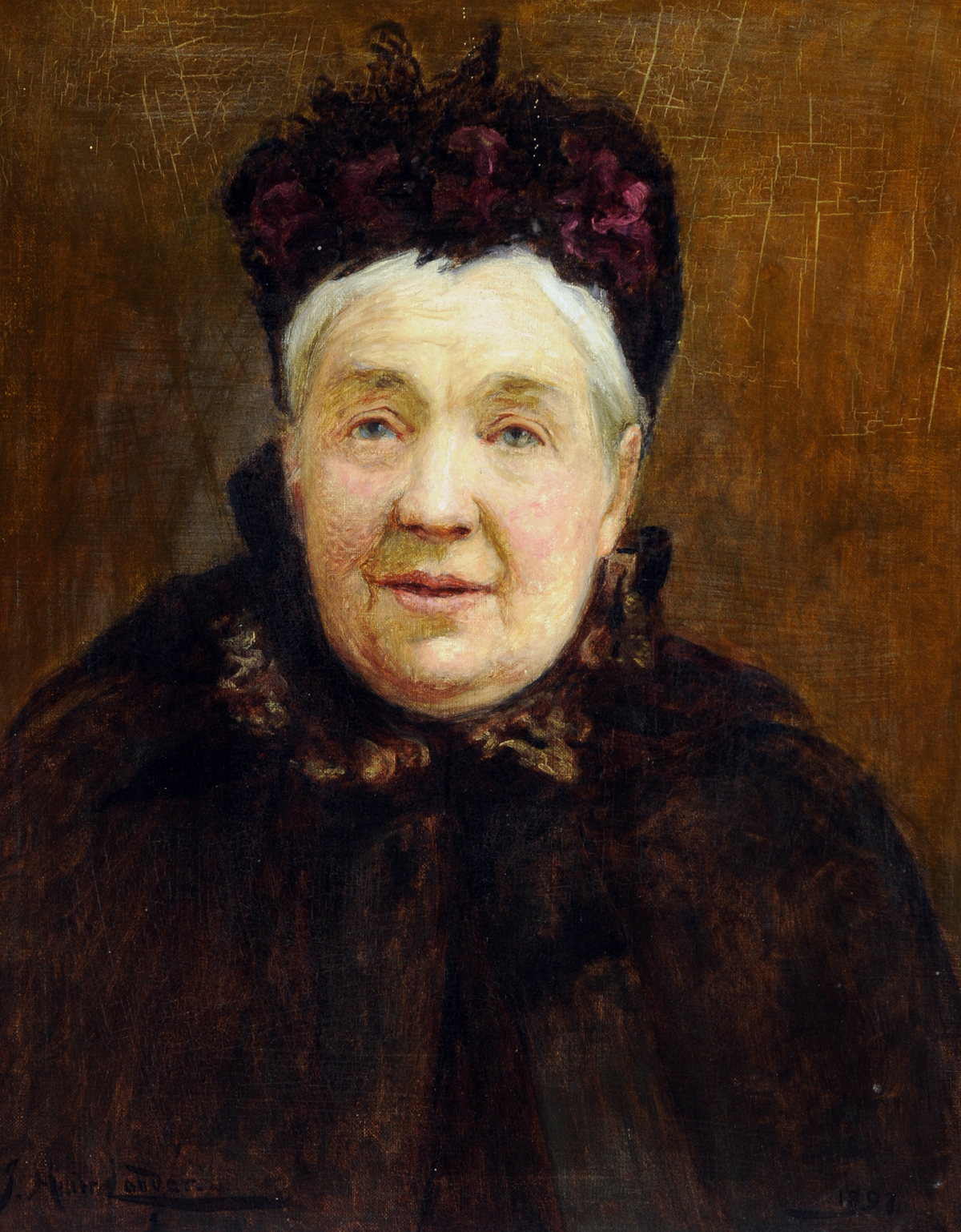
Julia Westaway

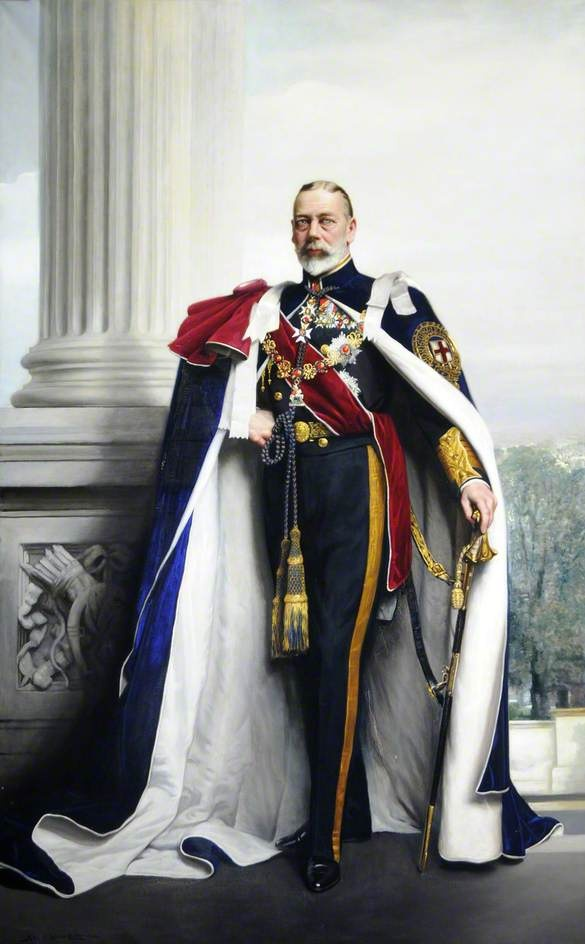
Re Giorgio V (1935)
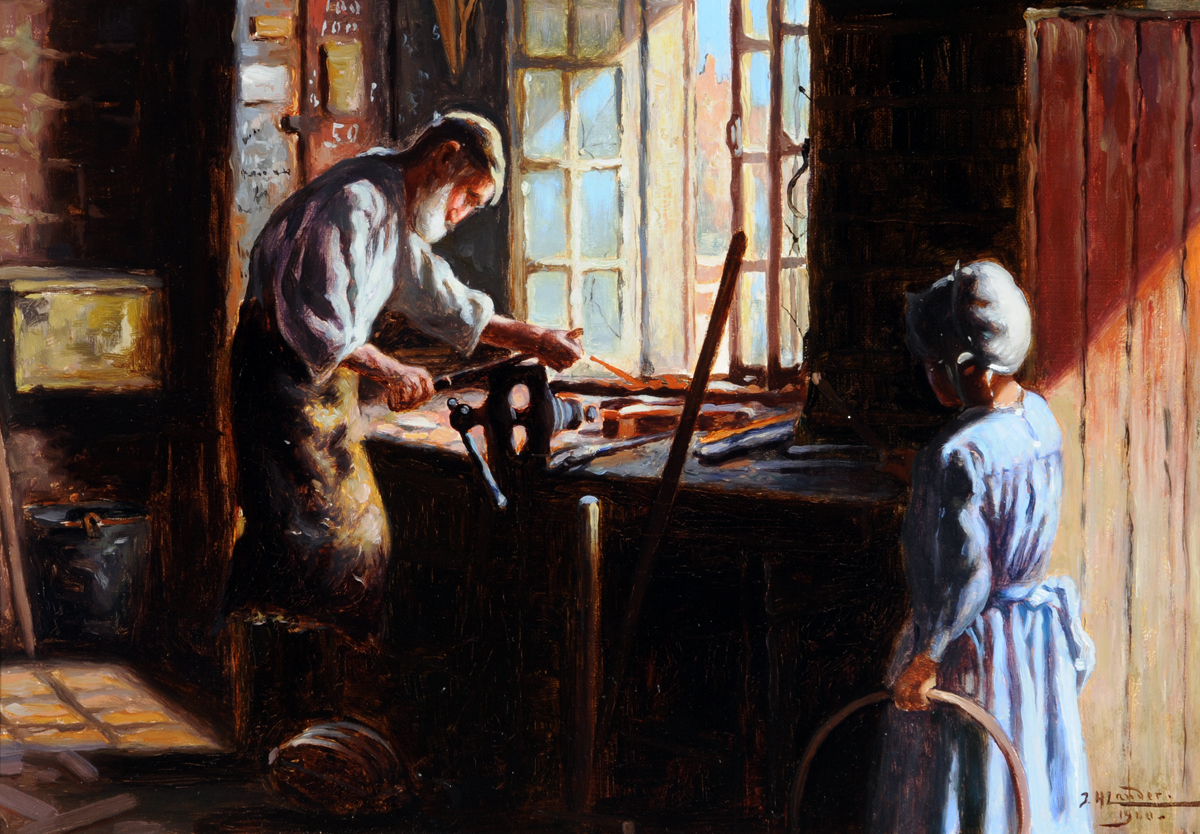
Interno di un laboratorio di artigiani a Jersey (1900).
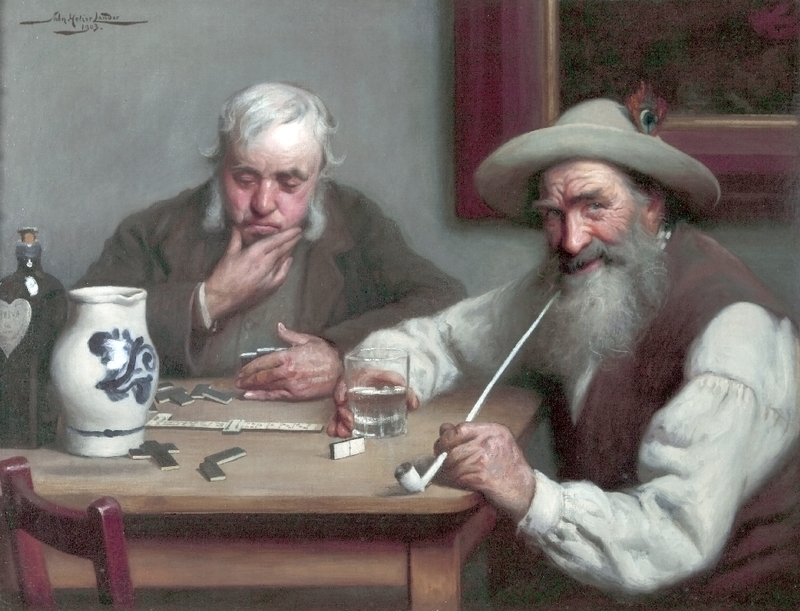
Giocatori di Domino a Jersey (1903).
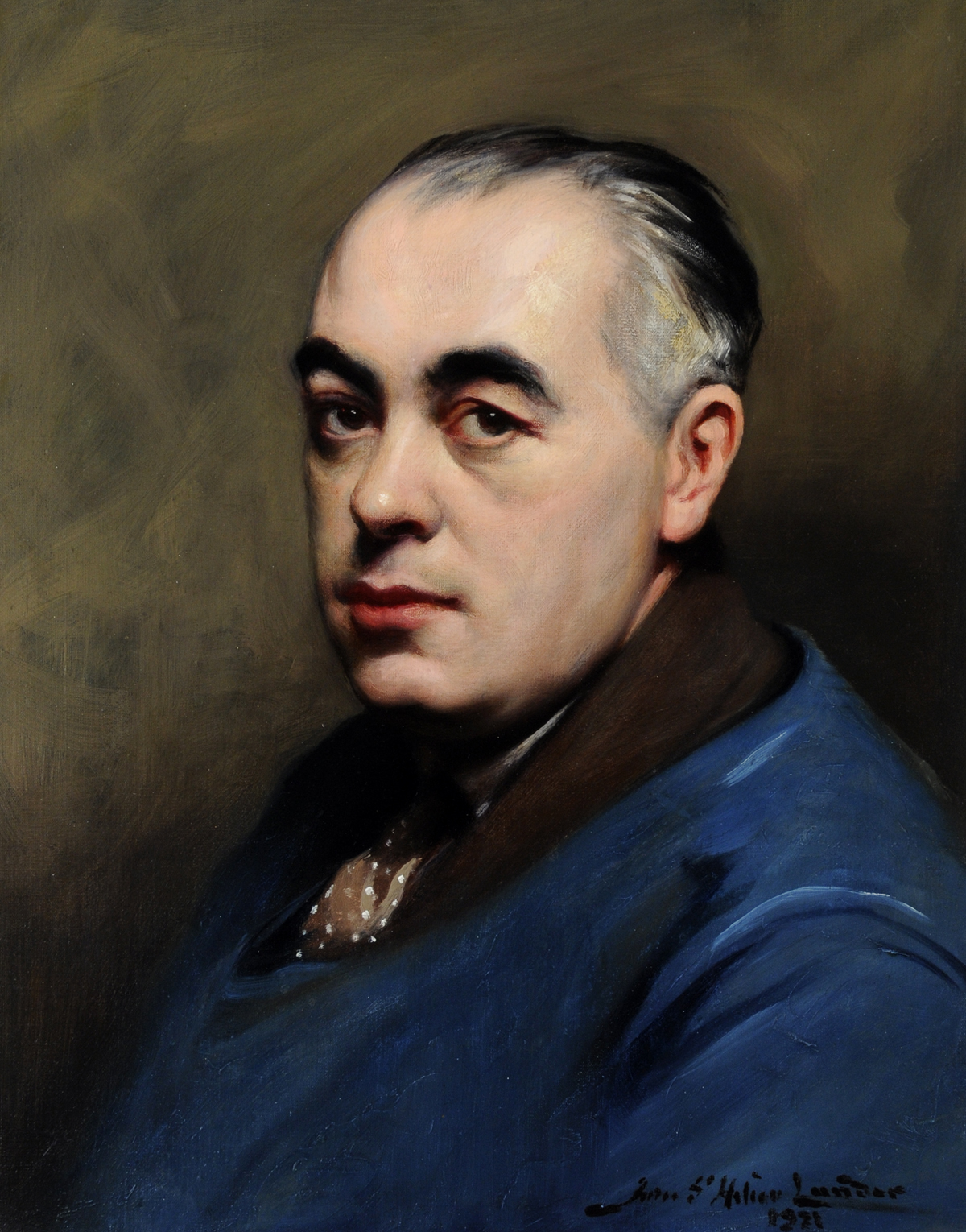
Il pittore Edmond Blampied